# Чепърлянци
Чепъ̀рлянци или Чепърлинци е село в Западна България, в община Драгоман, Софийска област.

## География
Чепърлянци се намира в българската част на областта Забърдие. На около два километра в източна посока се намира река Нишава, а на два километра на запад е граничната линия със Сърбия. Селото е купно; махалите са: Бѐлчини, Брѐся, Бурѐлци, Булю̀башини, Ковачѝчка маала, Челако̀ви, Шѐмшини, Пачо̀рина маала, Ка̀лчина маала.
Землището на селото граничи с това на селата Връдловци, Бребевница, Липинци, Беренде извор, Беренде (включително махалата Чѝвлик) и Разбоище.
В най-северната част на землището на селото се намира находището за огнеупорни глини „Гърмище“ („Гръмшляк“).

## История
На няколко места в землището на селото има останки, които местните хора наричат латински.
Според местните предания селото е било разпръснато в няколко отделни махали, но след опожаряване от страна на турците е било издигнато отново на сегашното си място. Махалата Бурелци носи името си заради населилите я преселници от област Бурел.
Чепърлянци се споменава в османо-турски документи от средата на XV век. В регистър от средата на XVI век се споменава, че село Чапаринче има 17 домакинства, двама неженени жители и шест вдовици, а приходът от него възлиза на 2067 акчета. В джелепкешански регистър от 1576 година е вписан Пею Тодор от Четерпинче с 50 овци.
През 1881 година Чепърлянци има 241 жители.  Според преброяването в Княжество България от 1888 година селото има 255 жители, разделени в 31 домакинства. Девет от домакинствата имат повече от 10 члена. 134 жители са мъже, 121 – жени. Грамотни в селото са 14 мъже. Обитаемите къщи са 34, като 27 от тях са покрити с керемиди, а 7 – със слама. В селото има и 45 хамбара и яхъра, както и 3 воденици и 1 хан.
По това време Чепърлянци е част от община Калотина, Царибродска околия, Трънски окръг.
През 1900 година селото има 279 жители, а през 1905 година – 301.
В началото на ХХ век по инициатива на Андрея Манов върху стари основи е изграден Чепърлянският манастир „Света Петка“.
През 1934 година в Чепърлянци е основана животновъдна кооперация за застраховане на добитък. Към 1935 г. тя има 21 члена.
При наводнение в 1947 година местните жители губят част от добитъка си.

### Чепърлянци във войните 1885 – 1918 г.
В навечерието на Сръбско-българската война, на 23 октомври 1885 година в Чеперлинци се установява щабът на Трета дружина от Първи Софийски пехотен полк, командвана от капитан Кръстю Бахчеванов. На 3 ноември 1885 година части от Четвърти Плевенски пехотен полк водят отбранителни боеве край селото. Западно от Чепърлянци българските войски отблъскват сръбска кавалерия и пехота, но след заемането от страна на сърбите на позициите край село Бребевница са принудени да отстъпят към Разбоище и Туден.
Жителите на Чепърлянци взимат участие във войните за национално обединение през 1912 – 1918 година основно в състава на 25 Драгомански полк. Деветима души загиват в Балканските войни (1912 – 1913).
| Загинали в Балканските войни (1912 – 1913) | Загинали в Балканските войни (1912 – 1913) | Загинали в Балканските войни (1912 – 1913) | Загинали в Балканските войни (1912 – 1913) | Загинали в Балканските войни (1912 – 1913)  | Загинали в Балканските войни (1912 – 1913) | Загинали в Балканските войни (1912 – 1913) | Загинали в Балканските войни (1912 – 1913) |
| Номер                                      | Имена                                      | Чин                                        | Военна част                                | Дата и място на смъртта                     | Убит или починал                           | Място на гроба                             | Източник                                   |
| ------------------------------------------ | ------------------------------------------ | ------------------------------------------ | ------------------------------------------ | ------------------------------------------- | ------------------------------------------ | ------------------------------------------ | ------------------------------------------ |
| 1.                                         | Рангел Василев                             | старши подофицер                           | 25 Драгомански полк, 14 рота               | 22 юни 1913, Лахна                          | убит                                       | Лахна                                      | ДВИА, ф. 39., оп. 1, а.е. 13, л. 15        |
| 2.                                         | Андон Станков                              | редник                                     | опълченец                                  | 1913, Сливница                              | починал                                    | Сливница                                   | ДВИА, Ф. 39, оп. 1, а.е. 1, л. 60.         |
| 3.                                         | Антон Стойков Пейчев                       | редник                                     | Първа опълченска дружина                   | 8 август 1913, Сливница                     | починал                                    | Сливница                                   | ДВИА, ф. 39, оп. 1, а.е. 1, л. 70          |
| 4.                                         | Давидко Манчев Илиев                       | редник                                     | 42 пехотен полк                            | 2 февруари 1913, Чаталджа                   | починал                                    | Чаталджа                                   | ДВИА, ф. 39, оп. 1, а.е. 5, л. 2           |
| 5.                                         | Димитър Павлов Киров                       | редник                                     | 25 Драгомански полк, 9 рота                | 10 октомври 1912, Караюсуф, Одринско        | убит                                       | Сливница                                   | ДВИА, ф. 39, оп. 1, а.е. 5, л. 77          |
| 6.                                         | Ичо Здравков Ненов                         | редник                                     |                                            | 1913, Горна Джумая                          | починал                                    | Горна Джумая                               | ДВИА, ф. 39, оп. 1, а.е. 7, л. 191         |
| 7.                                         | Милан Станков Антов                        | редник                                     | 25 Драгомански полк, 9 рота                | 1 декември 1912, Чорлу                      | починал                                    | Чорлу                                      | ДВИА, ф. 39, оп. 1, а.е. 10, л. 52         |
| 8.                                         | Пенчо Алексов                              | редник                                     | 25 Драгомански полк, 9 рота                | 27 януари 1912, с. Фанасакрис, Чаталджанско | убит                                       | с. Фанасакрис                              | ДВИА, ф. 39, оп. 1, а.е. 12, л. 36         |
| 9.                                         | Тодор Велков                               | редник                                     | 25 Драгомански полк, 10 рота               | 10 октомври 1912, Караюсуф, Одринско        | убит                                       | Сливница                                   | ДВИА, ф. 39, оп. 1, а.е. 15, л. 23         |

По време на Първата световна война, през септември 1916 година, са убити редниците Стоян Давитков и Младен Манчов. През декември 1916 година във Влашко почива редник Милан Коцев. През 1917 година редник Кирко Станчев е награден с Войнишки кръст „За храброст“, IV ст. „за отличие във войната срещу румънците“

## Население след 1934 година
| \| Година на преброяване \| Численост \| \| --------------------- \| --------- \| \| 1934 \| 382 \| \| 1946 \| 341 \| \| 1956 \| 257 \| \| 1965 \| 144 \| \| 1975 \| 85 \| \| 1985 \| 51 \| \| 1992 \| 46 \| \| 2001 \| 32 \| \| 2011 \| 15 \| \| 2021 \| 5 \| |           |
| Година на преброяване | Численост |
| 1934 | 382       |
| 1946 | 341       |
| 1956 | 257       |
| 1965 | 144       |
| 1975 | 85        |
| 1985 | 51        |
| 1992 | 46        |
| 2001 | 32        |
| 2011 | 15        |
| 2021 | 5         |

## Културни и природни забележителности
- Църква „Св. Георги“ от XV – XVI в.[16] (ремонтирана през 2009 г. със средства, дарени от жена от селото)
- Чепърлянски манастир от началото на ХХ в., разположен край р. Нишава
- Вековен дъб със старинен оброчен кръст в подножието, намиращ се в източния край на селото.

## Личности
- Първан Стефанов (1931 – 2012), поет, преводач, драматург.

## Галерия
- Част от селото – поглед от югоизток
- Стара къща в махалата Болубашини/ на Баба Баска къщата
- Поглед от север
- Стара плевня в махала Челакови
- Хребетът на Видлич – поглед от западната част на землището на Чепърлянци